# 多気村 (三重県)
多気村（たげむら）は三重県一志郡にあった村。現在の津市美杉町の南東部、八手俣川の上流域にあたる。

## 地理
- 山岳：高所山、雨乞山、高須ノ峰
- 河川：八手俣川、立川

## 歴史
- 1889年（明治22年）4月1日 - 町村制の施行により、上多気村・下多気村・丹生俣村の区域をもって発足。
- 1955年（昭和30年）3月15日 - 竹原村・八知村・太郎生村・伊勢地村・八幡村・下之川村と合併して美杉村が発足。同日多気村廃止。

## 交通

### 道路
- 伊勢本街道（現・国道368号）